# Chlosyne hippodrome
Chlosyne hippodrome är en fjärilsart som beskrevs av Charles Andreas Geyer 1837. Chlosyne hippodrome ingår i släktet Chlosyne och familjen praktfjärilar. Inga underarter finns listade i Catalogue of Life.